# Jeffrey Yohalem
Jeffrey Yohalem est un scénariste de jeux vidéo américain.

## Ludographie
- 2008 : Tom Clancy's Rainbow Six: Vegas 2
- 2009 : Assassin's Creed II
- 2010 : Assassin's Creed Brotherhood
- 2011 : Assassin's Creed Revelations
- 2012 : Assassin's Creed III (scénariste du mode multijoueur)
- 2012 : Far Cry 3
- 2014 : Child of Light
- 2014 : Assassin's Creed Unity (dialogues additionnels)
- 2015 : Assassin's Creed Syndicate

## Filmographie
- 2009 : Human Eaters (réalisateur)
- 2010 : Assassin's Creed: Ascendance

## Vie privée
Jeffrey Yohalem est ouvertement homosexuel.